# Блакитний Валентин
«Блакитний Валентин» (англ. Blue Valentine) — американський романтичний фільм драма 2010 року режисера Дерека К'янфранса. Автори сценарію Дерек К'янфранс, Джой Кертіс та Кемі Делавіньє. У головних ролях Раян Ґослінг та Мішель Вільямс. Прем'єра фільму відбулась 24 січня 2010 року на 26-у кінофестивалі незалежного кіно «Санденс».
Саундтрек до фільму був написаний відомим фольк-роковим колективом Grizzly Bear, музика якого також звучить у фільмі «Сутінки. Сага. Молодий місяць». «Блакитний Валентин» знятий нефіксованою камерою, і це надає йому реалістичний, документальний тон.

## Сюжет
Сюжет картини розповідає про непрості взаємини подружньої пари Діна (Раян Ґослінг) і Сінді (Мішель Вільямс), які всіма силами намагаються врятувати свій шлюб і за одну ніч оживити згасаючу пристрасть. Численні проблеми мають одне і те ж джерело: Сінді — медсестра, але мріє стати лікаркою, піднятися соціяльними сходами, а Дін, який працює на Нью-Йоркську транспортну компанію, абсолютно не амбітний та хотів би присвятити своє життя дружині і дітям. Фільм рясніє зворушливими, ніжними сценами тендітного кохання головної героїні та героя, поперемінно з жорсткими, вибуховими епізодами їх сварок.

## У фільмі знімались
| У ролях          |  | Персонаж |
| ---------------- |  | -------- |
| Раян Ґослінг     |  | Дін      |
| Мішель Вільямс   |  | Сінді    |
| Фейт Владика     |  | Френкі   |
| Джон Доумен      |  | Джеррі   |
| Майк Фогель      |  | Боббі    |
| Маршалл Джонсон  |  | Маршалл  |
| Джен Джонс       |  | Грамма   |
| Маріанн Планкетт |  | Гленда   |

## Нагороди та номінації
| Нагорода                                | Дата церемонії    | Категорія                  | Номінант        | Результат |
| --------------------------------------- | ----------------- | -------------------------- | --------------- | --------- |
| «Оскар»                                 | 27 лютого 2011    | Найкраща жіноча роль       | Мішель Вільямс  | Номінація |
| Асоціація кінокритиків Чикаго           | 20 грудня 2010    | Найкраща чоловіча роль     | Раян Ґослінг    | Номінація |
| Асоціація кінокритиків Чикаго           | 20 грудня 2010    | Найкраща жіноча роль       | Мішель Вільямс  | Номінація |
| Асоціація кінокритиків Чикаго           | 20 грудня 2010    | Найперспективніший режисер | Дерек К'янфранс | Перемога  |
| «Золотий глобус»                        | 16 січня 2011     | Найкраща чоловіча роль     | Раян Ґослінг    | Номінація |
| «Золотий глобус»                        | 16 січня 2011     | Найкраща жіноча роль       | Мішель Вільямс  | Номінація |
| Gotham Independent Film Awards          | 29 листопада 2010 | Найкращий фільм            |                 | Номінація |
| Independent Spirit Awards               | 26 лютого 2011    | Найкраща жіноча роль       | Мішель Вільямс  |           |
| Премія Лондонського гуртка кінокритиків | 10 лютого 2011    | Найкраща чоловіча роль     | Раян Ґослінг    | Номінація |
| Online Film Critics Society Awards      | 3 січня 2011      | Найкраща чоловіча роль     | Раян Ґослінг    | Номінація |
| San Diego Film Critics Society Awards   | 14 грудня 2010    | Найкраща жіноча роль       | Мішель Вільямс  | Номінація |
| Супутникова нагорода                    | 19 грудня 2010    | Найкращий фільм            |                 | Номінація |
| Супутникова нагорода                    | 19 грудня 2010    | Найкраща чоловіча роль     | Раян Ґослінг    | Номінація |
| Супутникова нагорода                    | 19 грудня 2010    | Найкраща жіноча роль       | Мішель Вільямс  | Номінація |